# Fred Kelly
Fred Kelly (eigentlich: Frederick Warren Kelly; * 12. September 1891 in Orange, Kalifornien; † 7. Mai 1974 in Medford, Oregon) war ein US-amerikanischer Hürdenläufer und Olympiasieger.
Bei den Olympischen Spielen 1912 gewann Kelly den 110-Meter-Hürdenlauf in 15,1 Sekunden, nachdem der eigentliche Favorit, John Nicholson, an der achten Hürde gestürzt war. Kurz nach den Spielen wurde Kelly in Reims überraschend vom Mehrkämpfer Jim Thorpe besiegt, der den Weltrekord von 15,0 Sekunden egalisierte.
1913 gelang es auch Kelly, diese Zeit einzustellen, aber als Weltrekord wurde diese Leistung nie anerkannt. 1916 lief er sogar 14,6 Sekunden, aber auch dieses Mal blieb die offizielle Anerkennung aus. 1913 wurde Kelly Meister der Amateur Athletic Union (AAU). 1919 in seinem letzten Jahr als Aktiver belegte er bei der AAU-Meisterschaft, wie schon 1916, den zweiten Platz.
Fred Kelly war 1,82 m groß und wog in seiner aktiven Zeit 72 kg. Nach seiner Karriere begann er eine Laufbahn als Pilot in der neu entstehenden zivilen Luftfahrt. 1946 trat er als Chefpilot der Western Airlines zurück und ging in den Ruhestand. 

## Weblinks

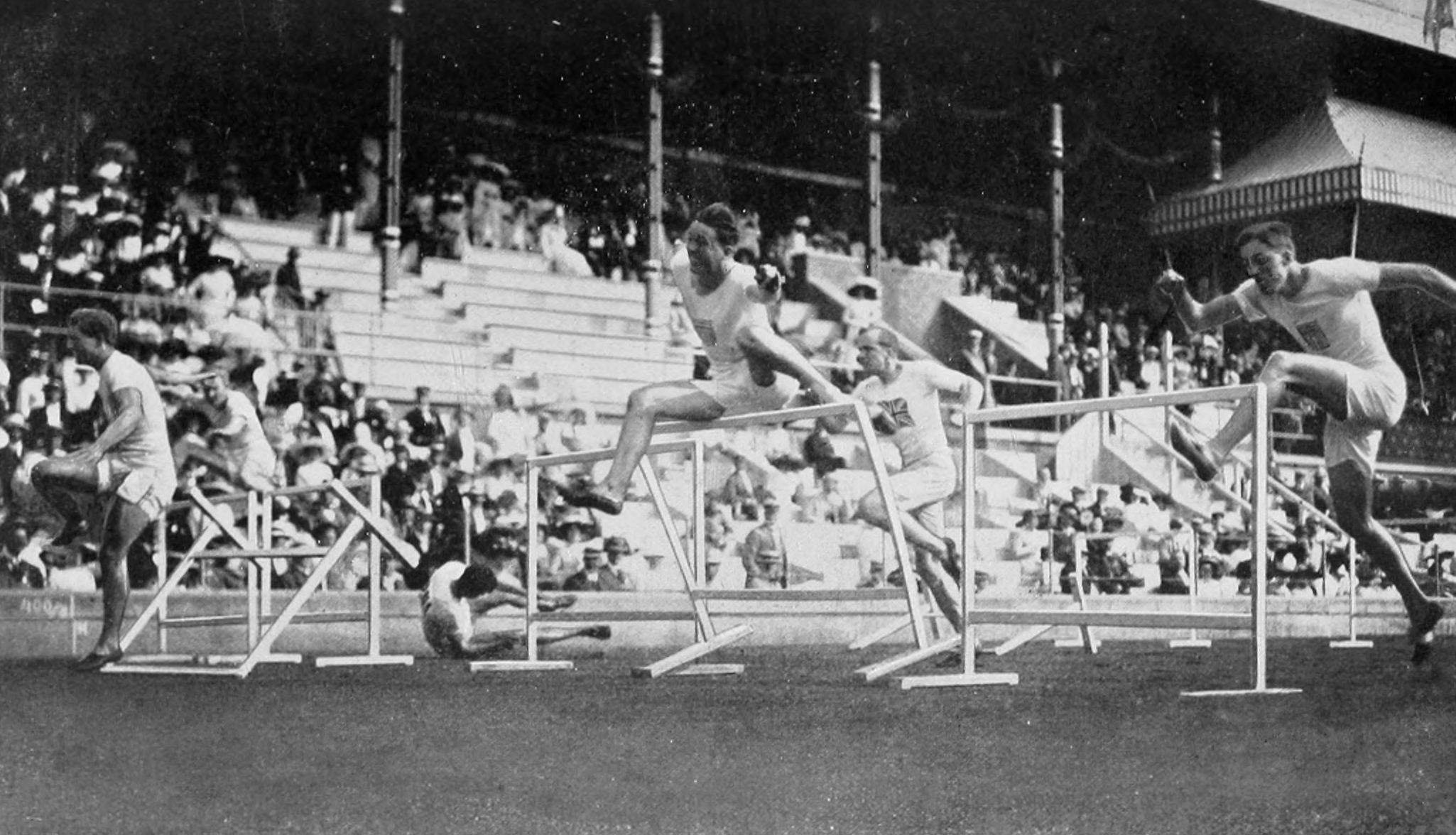
Szene aus dem Finale von Stockholm:
Kelly ganz links in Führung